# Nanophilie
 (avril 2009).
Si vous disposez d'ouvrages ou d'articles de référence ou si vous connaissez des sites web de qualité traitant du thème abordé ici, merci de compléter l'article en donnant les références utiles à sa vérifiabilité et en les liant à la section « Notes et références ».
La nanophilie est l'attirance sexuelle pour les gens de petite taille, le désir d'avoir du plaisir sexuel et/ou de procréer avec un être adulte de petite taille. Ce terme est aussi utilisé parfois pour décrire la pratique délictueuse consistant à « libérer » les nains de jardin d'autrui.
La nanophilie est citée parmi les paraphilies.
Des films pornographiques mettant en scène des personnes de petite taille sont produits et diffusés en France depuis le début des années 1980.